# Limbach (Hünstetten)
Limbach ist ein Ortsteil der Gemeinde Hünstetten im südhessischen Rheingau-Taunus-Kreis.

## Geographie
Limbach liegt im Taunus nördlich des Hauptkamms zwischen Limburg und der Landeshauptstadt Wiesbaden. In geringer Entfernung zum Ort verläuft östlich die Bundesstraße 417. Die heutige Bundesstraße war um 1000 unter dem Namen Hühnerstraße bekannt und eine wichtige Handelsstraße. Durch den Ort führt die Landesstraße 3275. An der Kreuzung dieser beiden Straßen findet sich die Hühnerkirche.

## Geschichte
Im Jahre 1287 wurde das Dorf erstmals erwähnt. Der Ort war Besitzung verschiedener Klöster. Die evangelische Kirche wurde im 16. Jahrhundert erbaut. Eine Schule ist 1781 genannt.
Am 31. Dezember 1971 schlossen sich im Zuge der Gebietsreform in Hessen die damaligen Gemeinden Beuerbach, Kesselbach, Ketternschwalbach, Limbach, Strinz-Trinitatis und Wallbach freiwillig zur neuen Gemeinde Hünstetten zusammen. Für alle ehemals eigenständigen Gemeinden wurden Ortsbezirke mit Ortsbeirat und Ortsvorsteher gebildet. Im zentral gelegenen Wallbach wurde für die Gemeindeverwaltung ein Neubaukomplex errichtet.
Unweit des Dorfes ist ein ehemaliges amerikanisches Munitionsdepot gelegen. Das etwa 340.000 m² große Grundstück mit über 20 Bunkern wurde inzwischen von der Hessischen Polizeischule bezogen.

## Wappen
Das Wappen besteht aus einem blauen Schild, der durch einen schrägen Silberbalken von rechts oben nach links unten geteilt wird. In der oberen Hälfte ist ein goldener Blätterkranz abgebildet, in der unteren Hälfte befinden sich drei goldene Blüten.

## Infrastruktur
- Neben dem Grillplatz gibt es ein Bürgerhaus, das sich direkt an der Hauptstraße befindet.
- In Limbach gibt es eine Rennbahn für Windhunde, eine Seltenheit in Deutschland.
- Der kleine Ort ist bekannt für seine Triathlontalente in der TSG Limbach 1974 e. V., die, seit 2004 (Erwachsene) und 2009 (Jugend) bestehend, seit 2018 in Startgemeinschaft mit der Triathlon-Equipe Elz als SG Limbach/Elz antreten. Zum 50. Jubiläumsjahr 2024 gelang 2023 der Durchmarsch durch die Regionalliga-Mitte in die 2. Triathlonbundesliga-Süd. Die Aufsteiger waren: Tom Borst, Soma Bárdi, Moritz Spitz (alle Hünstetten), Marius Holl (Elz), Simon Krause (Limburg), Tobias Behle (Hünfelden), Yannick Noah Reitz (Idstein) und Oskar Weber (Rotenburg ad Fulda). Eine zweite Mannschaft spielt in der Hessenliga. Die Senioren (Ü40) gehören der höchsten hessischen Seniorenliga an. Sich selbst nennen sich TriHünen, in Anlehnung an die Örtlichkeit Hünstetten und die in der Umgebung zu findenden keltischen Hünengräber.